# Свидетель в городе
«Свидетель в городе» (фр. Un témoin dans la ville) — детективный триллер французского режиссёра Эдуара Молинаро, вышедший на экраны в 1959 году.
Фильм поставлен по сценарию, написанному на основе романа дуэта французских детективных писателей Буало-Нарсежак, самыми известными фильмами по произведениям которых стали «Дьяволицы» (1954), «Головокружение» (1958) и «Глаза без лица» (1960).
В работе над фильмом Молинаро использовал многие зрительные приёмы, характерные для экспрессионистского кино и фильмов нуар, в частности, нестандартные ракурсы, контрастную съёмку, игру света и тени, многочисленные ночные эпизоды и свет неоновых реклам.
В фильме заметно влияние таких картин Фрица Ланга, как «М (Город ищет убийцу)» и «Синий георгин». Одним из ключевых элементов картины стала система радиофицированного такси, с помощью которой герои фильма взаимодействуют друг с другом, объясняются в любви, а в кульминационный момент следят из диспетчерского пункта за действиями преступника. Другой отличительной чертой картины стал показ таксистов как единой сплочённой организации, способной мобилизовать силы и ресурсы, достаточные для поимки и наказания преступника в огромном ночном Париже.
О влиянии творчества Жана-Пьера Мельвиля говорит сдержанная монохромная операторская работа Декаэ, холодное джазовое музыкальное сопровождение, ночные съёмки, досконально продуманные сюжетные ходы, обречённость основного персонажа после совершённого преступления, а также сочувственное отношение к отрицательному герою (который под влиянием обстоятельств превращается из убийцы по страсти в хладнокровного и расчётливого преступника).

## Сюжет
Промышленник Пьер Вердье (Жак Бертье) убивает свою любовницу Жанну Анселин, выталкивая её из стремительно мчащегося поезда. Судебный следователь на основе материалов дела выносит постановление о невиновности Вердье и признает гибель Жанны несчастным случаем.
Однако муж Жанны, мсье Анселин (Лино Вентура) считает Вердье виновным в убийстве. Ночью он тайно пробирается в пустой дом Вердье, выкручивает пробки, разряжает найденный в столе пистолет и ставит на стол портрет жены. Приходит Вердье, он видит, что в доме кто-то отключил свет. Он зажигает свечи, вызывает такси, берёт пистолет и идёт осмотреть дом. В гостиной он сталкивается с Анселином, который душит его, а затем вешает в заранее заготовленную петлю, имитируя самоубийство.
При выходе из дома Анселин сталкивается с таксистом (Франко Фабрици), вызванным Вердье. В первый момент Анселин хочет уйти незамеченным, но таксист спрашивает его о заказе и видит его лицо. Анселин понимает, что таксист станет нежелательным свидетелем, и решает убить его. Однако таксист уезжает, и Анселин только успевает записать номер его такси.
Анселин аннулирует запланированную командировку в другой город, снимает номер в гостинице, берёт напрокат автомобиль и начинает слежку за таксистом. По номеру такси Анселин той же ночью находит автопарк, а вскоре — и самого таксиста, которого зовут Ламбер. Анселин видит, как после окончания смены Ламбер идёт в соседнее кафе, где общается с коллегами и своей невестой, диспетчером радио-такси Лилиан (Сандра Мило). Затем Ламбер направляется домой на метро, где Анселин уже готов столкнуть его на станции под колёса подходящего поезда, но что-то его останавливает в последний момент. Вскоре к Ламберу домой приходит Лилиан с газетой, в которой говорится о самоубийстве промышленника Вердье. Лилиан знает, что ночью Ламбер выезжал на заказ к этому дому, и видел, как оттуда выходил неизвестный. Она хочет, чтобы Ламбер пошёл и рассказал об этом полиции, однако Ламбер предпочитает сделать вид, что никого не видел и ничего не знает.
Во время очередной смены после нескольких неудачных попыток Анселину всё-таки удаётся сесть в такси Ламбера. Уже находясь в салоне, Анселин просит у Ламбера зажигалку, показывая ему своё лицо. Ламбер узнаёт Анселина, и во время движения потихоньку снимает трубку радиотелефона с тем, чтобы на диспетчерском пункте могли слышать то, что происходит в его автомобиле. Ламбер и Анселин недолго плутают по городу, затем, когда Ламбер пытается спровоцировать аварию, Анселин выводит его на улицу, после чего в диспетчерской слышат звук выстрела.
Не зная, что радиосвязь всё ещё включена, Анселин садится в такси Ламбера и уезжает. Из диспетчерского пункта следует команда всем таксистам начать розыск и преследование автомобиля Ламбера. Немедленно в направлении несчастного случая направляются десятки автомобилей. Вскоре одна из таксисток нападает на след Анселина. Она загоняет его в тупик и блокирует выезд, однако, дав задний ход, он разбивает её машину, а сама таксистка теряет сознание.
Раненый Анселин кое-как добирается до гостиницы, однако дежурная замечает капли крови на лестнице и вызывает полицию. Увидев из окна номера высаживающийся из автобуса полицейский отряд, Анселин выбирается через чёрный ход, садится в свой автомобиль и уезжает. Однако его вскоре вычисляют таксисты и начинают преследование по улицам ночного Парижа. В результате после очередного столкновения с такси Анселин не может продолжать движение. Он выбирается из автомобиля и, еле передвигаясь, пытается скрыться в зоологическом саду Булонского леса. Однако таксисты продолжают его преследование и в итоге десятки радио-такси окружают и высвечивают его фарами посреди открытой площади в парке. Анселин отказывается сдаться и гибнет от огня полиции.

## В главных ролях
- Лино Вентура — Анселин
- Франко Фабрици — Ламбер
- Сандра Мило — Лилиан
- Жак Бертье — Пьер Вердье
- Мишлин Луччиони — Жермен, женщина-водитель такси